# Sonvico

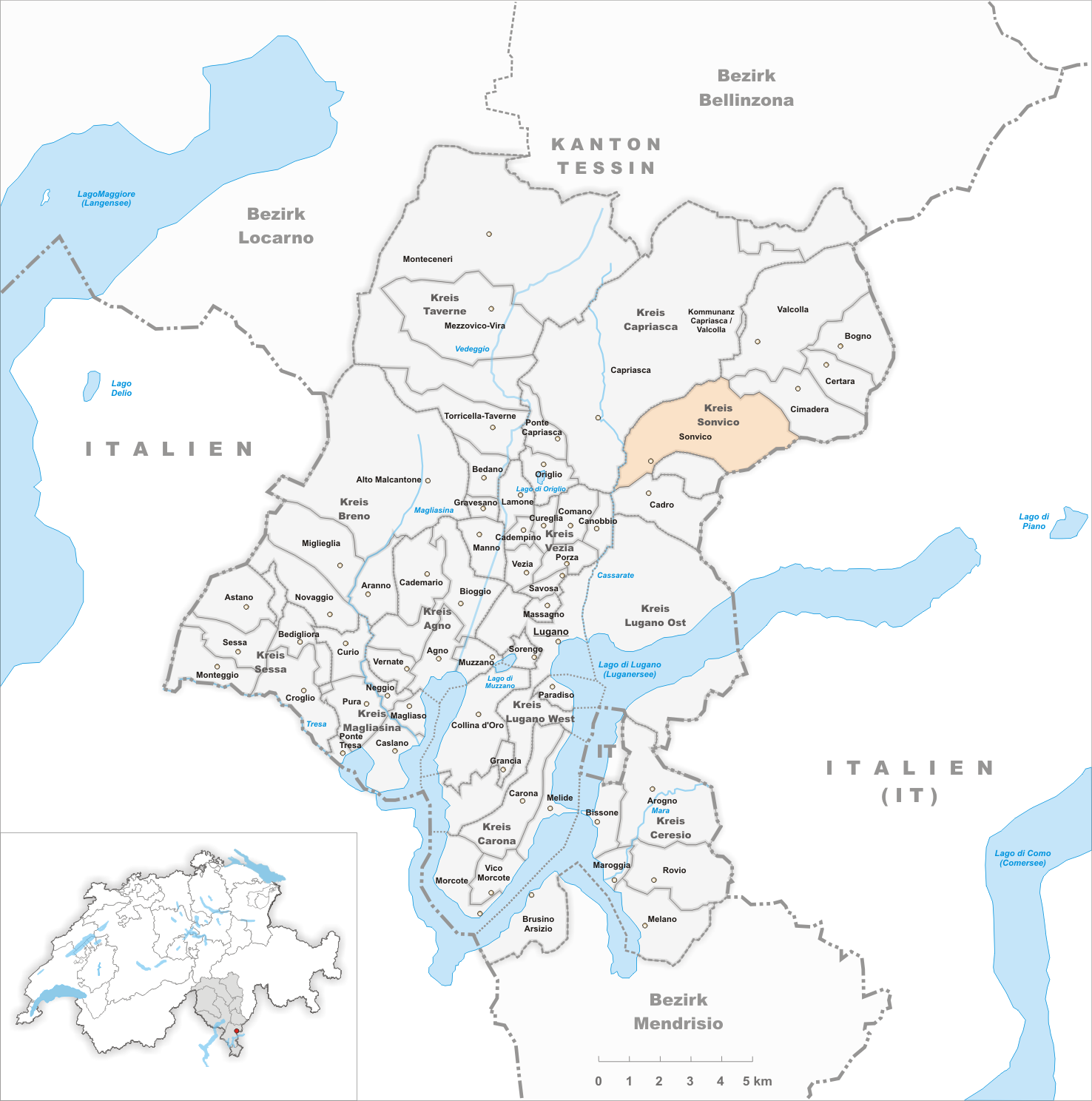
Gemeindestand vor der Fusion am 13. April 2013

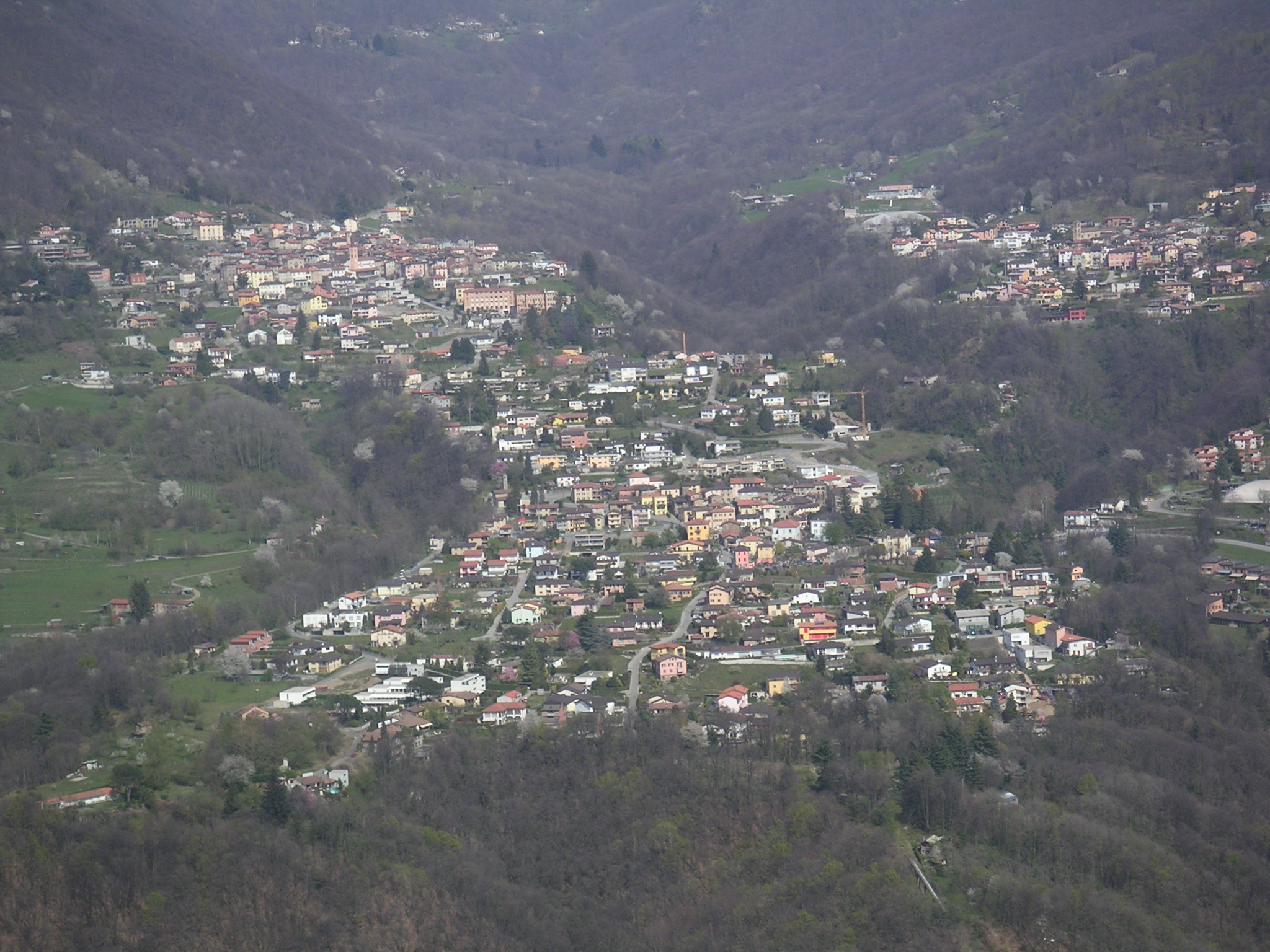
Sonvico

Werner Friedli (Fotograf): Sonvico, historisches Luftbild (1948)

Werner Friedli: Dino, historisches Luftbild (1948)

Sonvico, ehemalige politische Gemeinde, ist seit dem 14. April 2013 ein Quartier der Stadt Lugano im Kreis Lugano Nord, im Bezirk Lugano des Kantons Tessin in der Schweiz. Sie besteht aus den Ortsteilen Sonvico und Dino.

## Geographie
Sonvico liegt auf 606 m ü. M., 8,5 km nordöstlich des Bahnhofs Lugano. 

## Geschichte
Eine erste Erwähnung findet das Dorf im Jahre 1146 unter dem damaligen Namen Summo Vico. Das Gebiet von Sonvico mit Cimadera, Dino und Villa Luganese bildete die Herrschaft Sonvico und gehörte der Abtei San Carpoforo von Como.
Das Dorf erhielt in der Folge allerlei Begünstigungen von den Herzogen von Mailand, den Rusca und den Sanseverino. 1412 verlieh ihm Filippo Maria Visconti lokale Steuerfreiheit, ausgenommen Zoll und Salzsteuer. Die Zollfreiheit wurde ihm 1437 von Franchino Rusca gewährt, während die Konsuln die niedere Gerichtsbarkeit in Strafsachen ausübten. Francesco I. Sforza verlieh ihm 1450 die herzogliche Unmittelbarkeit sowie die Schlosswache und die Zivilgerichtsbarkeit bis zu 100 Pfund gegen jährliche Bezahlung von 200 Gulden.
In der ersten Hälfte des 15. Jahrhunderts musste sie dem Herzog von Mailand 82 Soldaten stellen. Im 15. Jahrhundert war Sonvico ein Mittelpunkt der Ghibellinen von Lugano und nahm eifrigen Anteil an den Kämpfen, die das Luganertal in der zweiten Hälfte des Jahrhunderts heimsuchten. Auf Seite der von der Talschaft vertriebenen Sanseverino stehend, widersetzte sich Sonvico 1467 den Ghibellinen und vom Mai bis zum September dem Herzog von Mailand. Erst nachdem ihm eine Busse von 2000 Dukaten auferlegt worden war, entschloss es sich zur Rückgabe des Schlosses an den Herzog. 1497 schloss Sonvico Frieden mit Lugano.
Infolge der 2013 vollzogenen Fusion der Gemeinde mit der Stadt Lugano gehört das Dorf heute zum neu gebildeten Luganeser Quartier Sonvico. Sonvico bildet aber nach wie vor eine eigenständige Bürgergemeinde.

## Bevölkerung
im Jahr 1600 wurden 894 Einwohner gezählt, im Jahr 1670 Inkl. Dino und Dassone 775 Bewohner.
Ab 1683 entwickelte sich die Bevölkerung wie folgt: (Zahlen bis/mit 1870 inkl. Cimadera)
Einwohnerzahlen: Volkszählungsdaten  Jahr 2024:

## Sehenswürdigkeiten
Das Dorfbild ist im Inventar der schützenswerten Ortsbilder der Schweiz (ISOS) als schützenswertes Ortsbild der Schweiz von nationaler Bedeutung eingestuft.
- Propsteikirche San Giovanni Battista, erwähnt 1375, renoviert 1830, Architekt: Ferdinando Albertolli[7][8]
- Oratorium San Martino, erwähnt 1146[7][9]
- Kirche Santa Maria di Loreto (1636)[7]
- Oratorium San Pietro, erwähnt 1375[7]
- Kapelle Madonna d’Arla im Ortsteil Madonna d’Arla, erbaut 1919[7]
- Casa della Ragione (Gerichtshaus) (1662)[7]
- Villa ex Gasser, Architekt: Paolo Mariotta[7]
- Kirche San Nazario im Ortsteil Dino, erwähnt 1146, restauriert 1971/1972,[7] enthält das Fresko La crocifissione des Malers Bernardino Luini[10]
- Familienkapelle Ingenieur Giacomo Lepori (1843–1898)[7]
- Villa Elena (1888/1890)[7]
- Ehemaliger Bahnhof der Eisenbahn Lugano-Cadro-Dino[7][11]
- Alte Nusstrotte Torchio delle noci (1582), restauriert 1983[7][12]

## Veranstaltungen
- Gruppo Costumi Valcolla[13]

## Sport
- Associazione Sportiva Sonvico Realese[14]

## Bilder

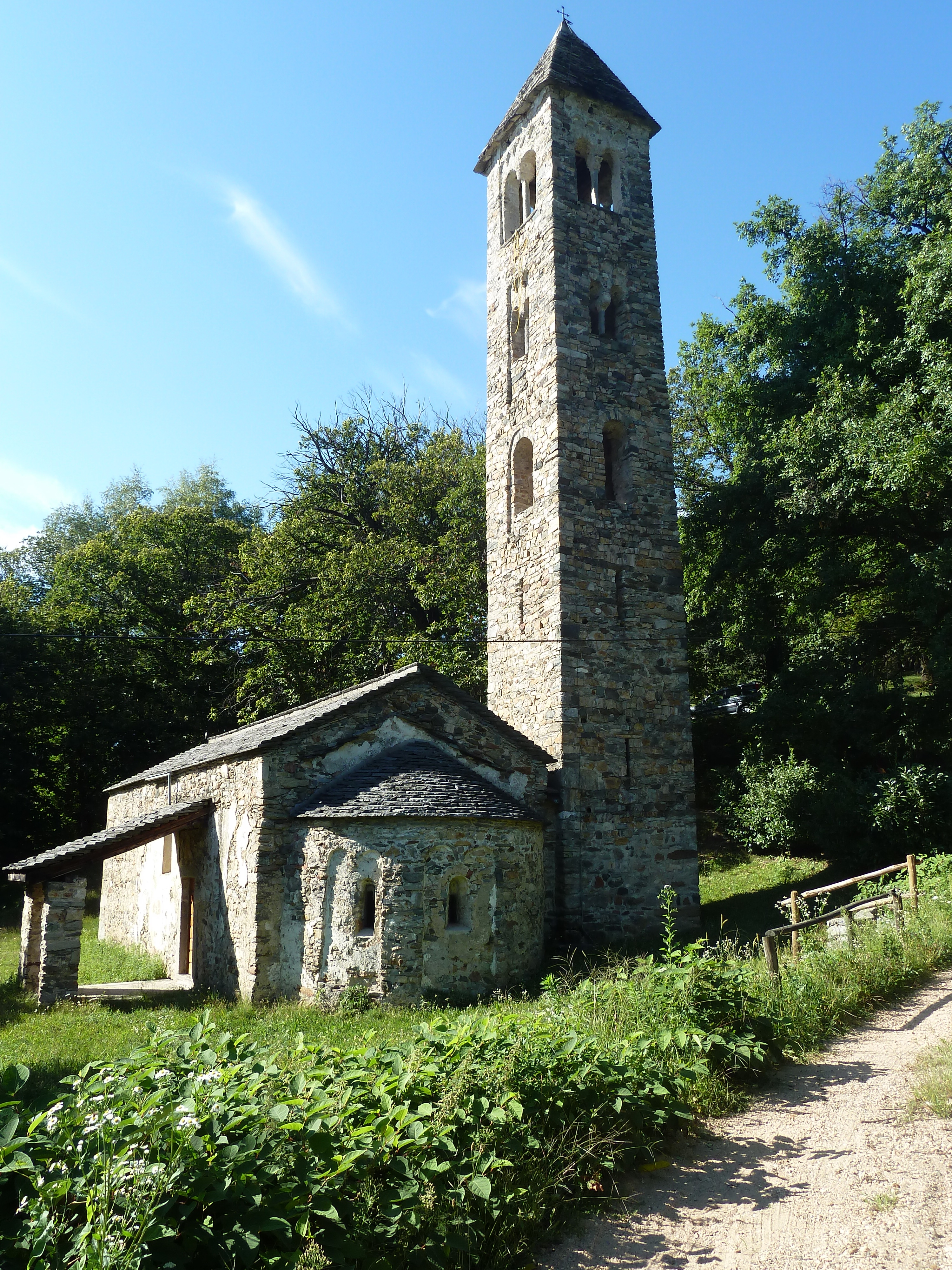
Oratorium San Martino
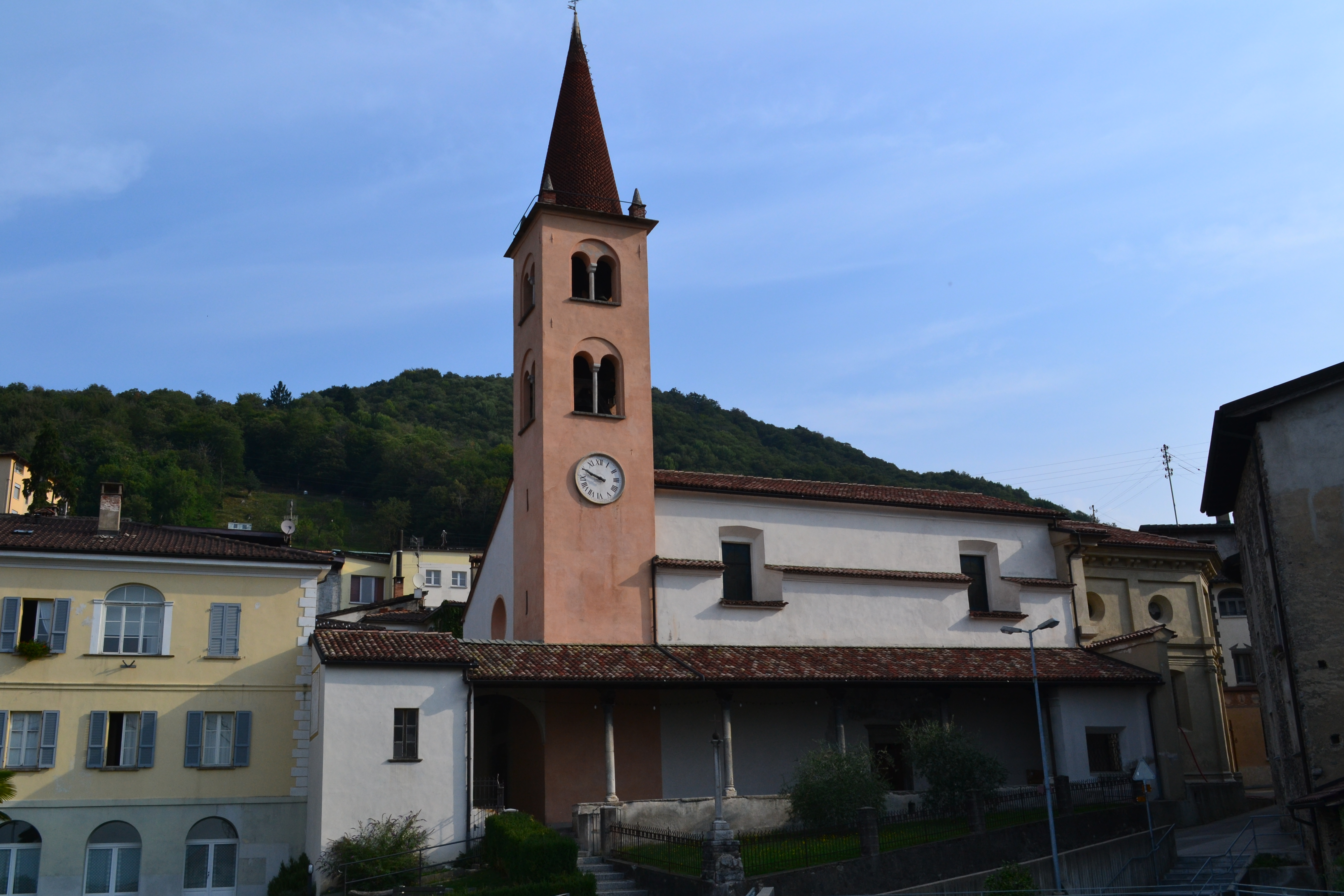
Kirche San Giovanni Battista
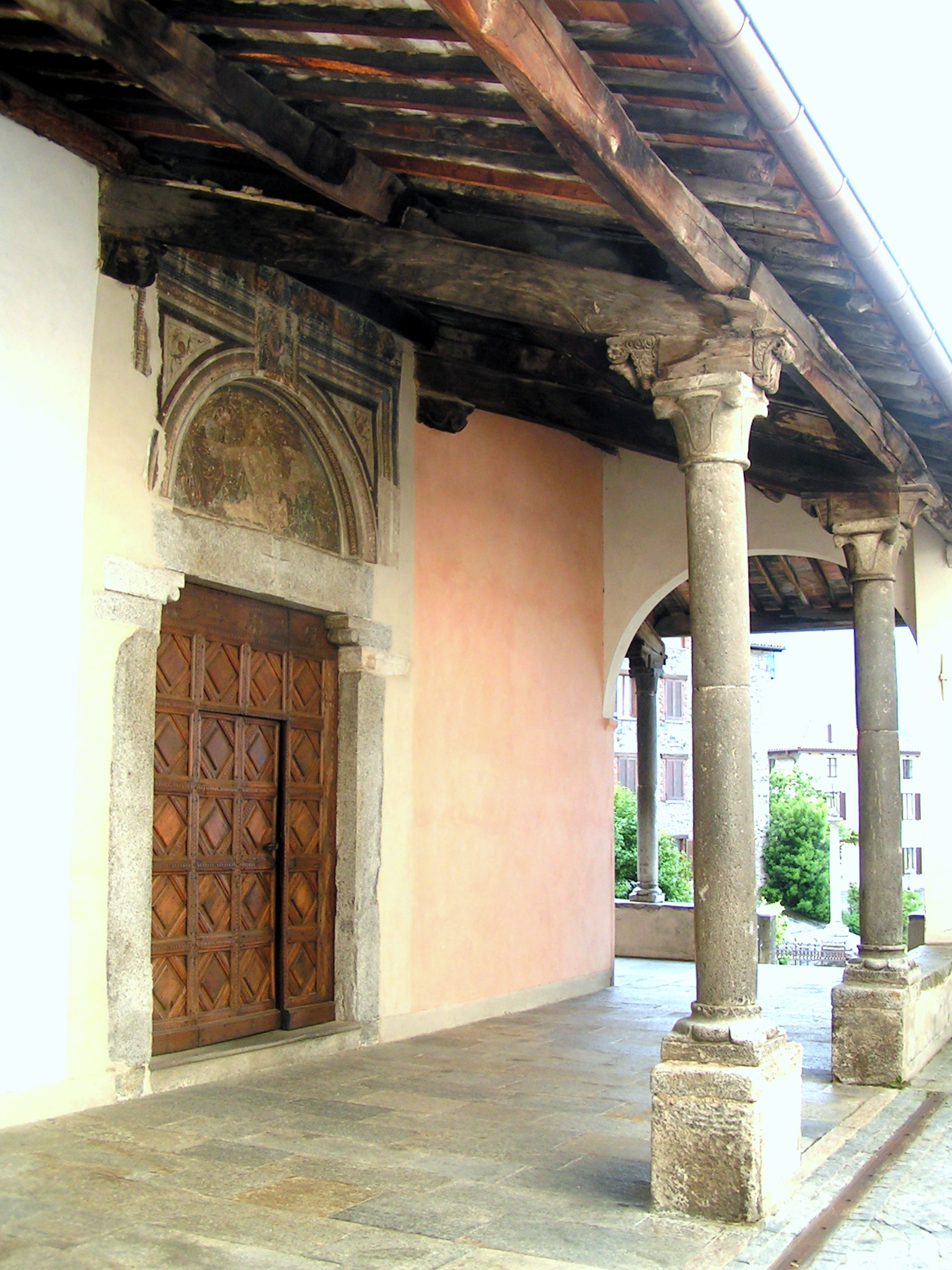
Kirche San Giovanni Battista, Portal
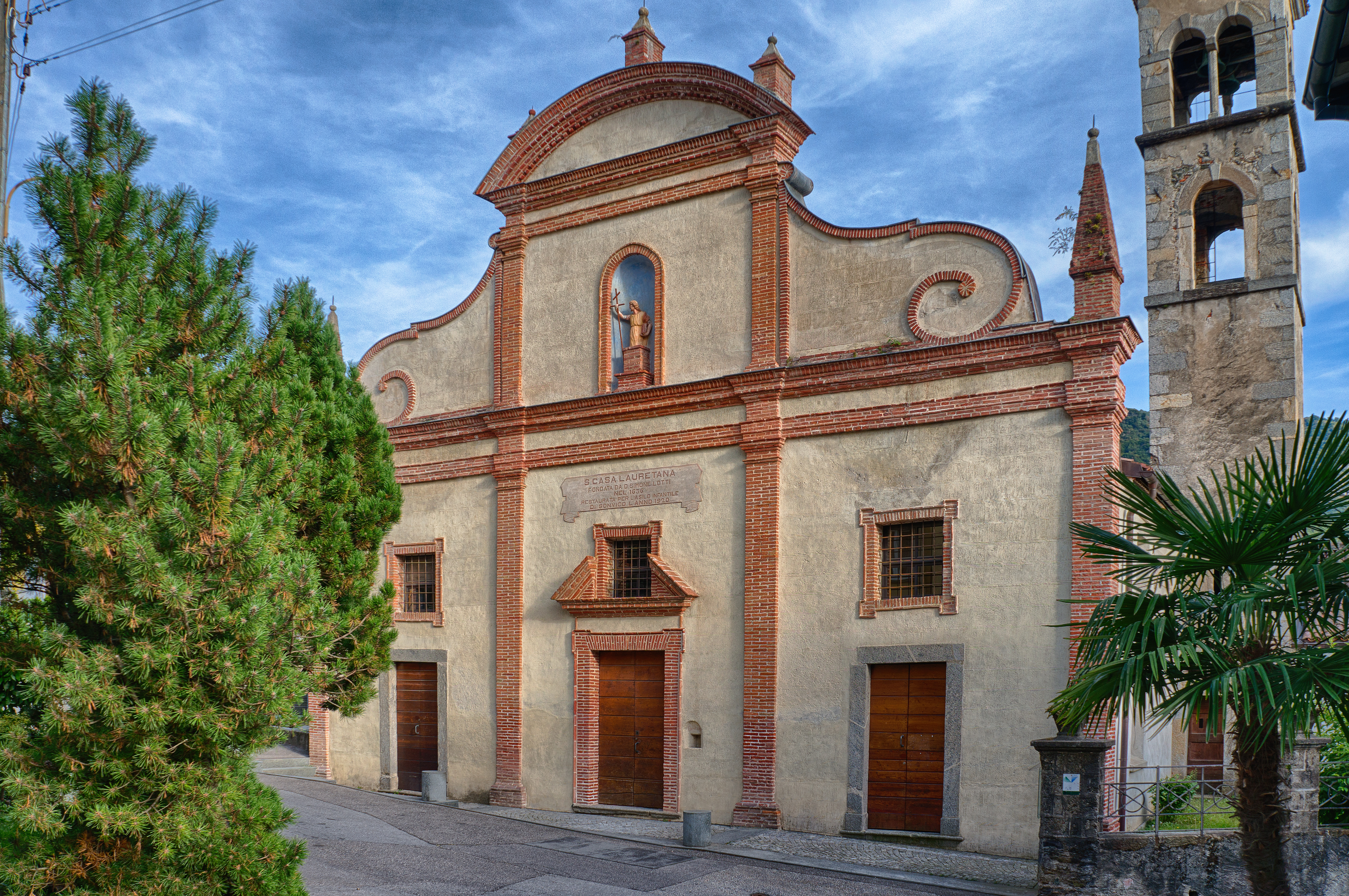
Kirche Madonna di Loreto
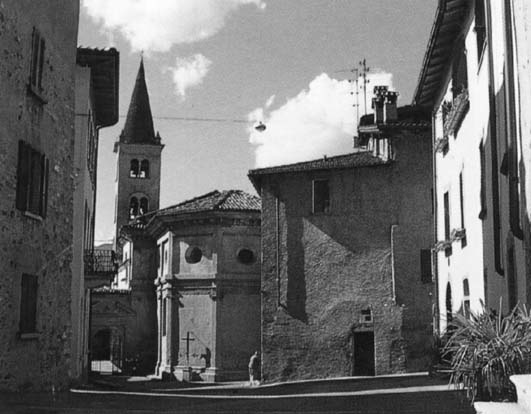
Dorfzentrum
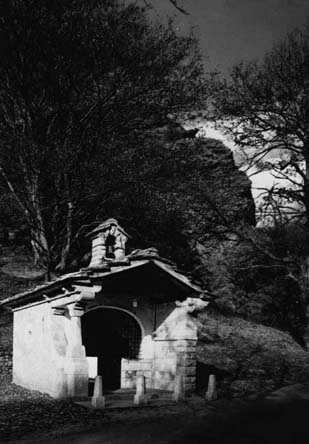
Betkapelle Madonna d’Arla
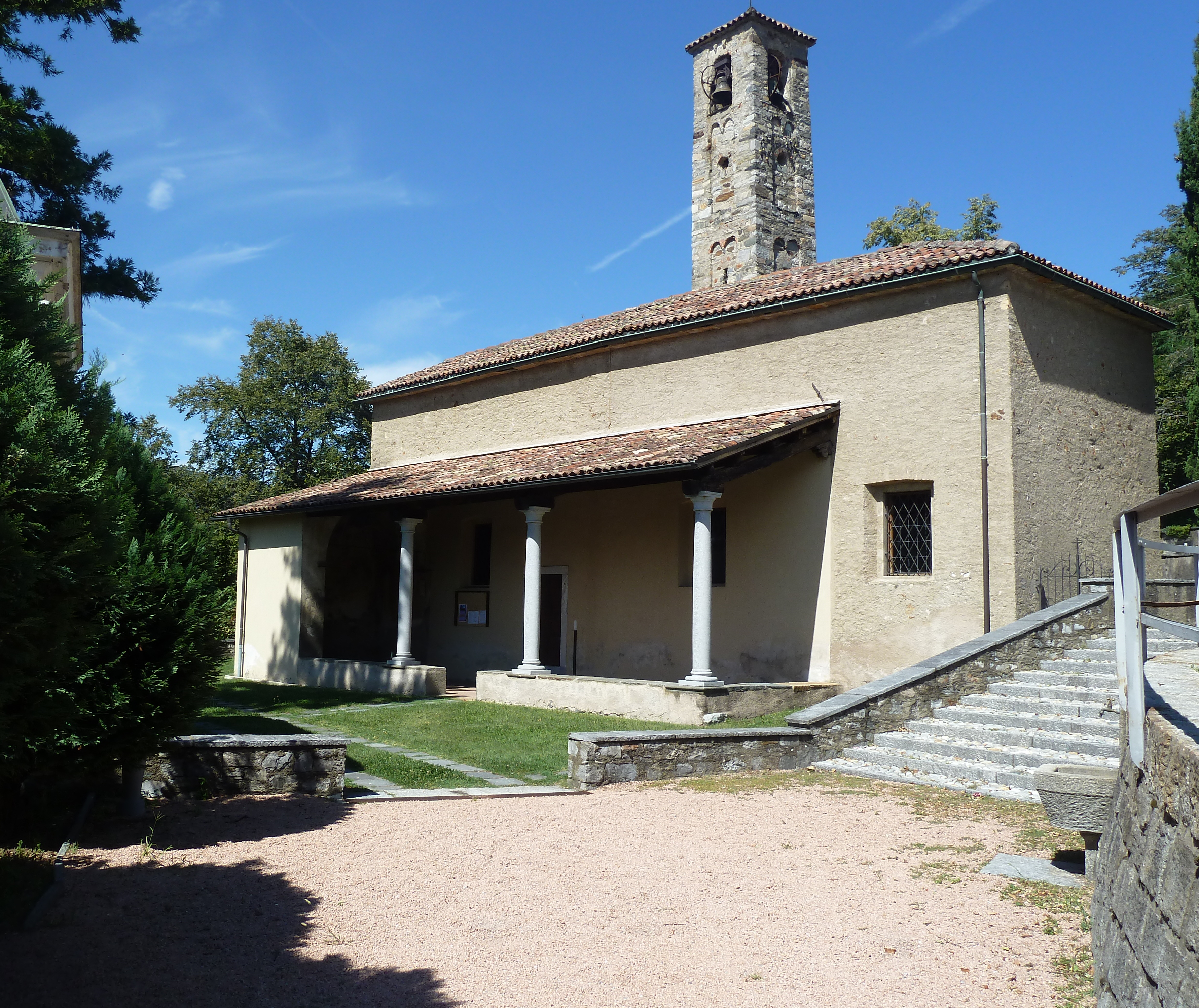
Kirche San Nazario in der Fraktion Dino